# Pietro Accolti
Pietro Accolti detto il Cardinale d'Ancona (Firenze, 15 marzo 1455 – Roma, 11 dicembre 1532) è stato un cardinale e vescovo cattolico italiano.
Fu creato vescovo di Ancona e cardinale presbitero da papa Giulio II. Esercitò in Roma l'ufficio di cardinale vicario, poi quello di legato pontificio nell'armata contro i francesi. Fu intimo consigliere di Leone X e di Clemente VII e in parte estensore della bolla che condannò le proposizioni luterane.

## Biografia
Ultimo dei 4 figli di Benedetto Accolti il Vecchio, della famiglia aretina degli Accolti, e di Laura di Carlo Federighi, anche lei di nobile famiglia ma fiorentina. Uno dei suoi fratelli era il poeta Bernardo Accolti.
Fece i suoi primi studi a Firenze e poi passò a Pisa dove studiò giurisprudenza conseguendo il dottorato in utroque iure e venendo subito nominato lettore di diritto canonico nello Studio pisano.
Successivamente sotto Innocenzo VIII, si trasferì a Roma e cominciò a lavorare come giurista presso la curia papale, poi dal 1485 come abbreviatore di Parco Maggiore finché, nel 1492, Alessandro VI lo nominò uditore di Rota e segretario apostolico nel 1503. Decano di Rota dal 17 novembre 1500 al 4 aprile 1505, in quell'anno fu nominato vescovo di Ancona continuando tuttavia a partecipare alle sedute della Sacra Rota finché papa Giulio II lo elevò al rango di cardinale del titolo di Sant'Eusebio nel concistoro tenuto a Ravenna il 10 marzo 1511.
In quello stesso anno ottenne da Giulio II l'amministrazione delle diocesi di Cadice, mandando su tutte le furie Ferdinando II di Aragona che voleva fosse nominato un suo pupillo, e di Maillezais, pur con parere contrario di Francesco I che avrebbe preferito qualcun altro. Ottenne la gestione dell'amministrazione della diocesi di Arras dal 1518 al 1523, anno in cui ottenne quella di Ancona, che mantenne per tutta la vita - da cui l'appellativo di Anconetanus - e quella di Cremona, succedendo al nipote Benedetto, mentre l'anno dopo, il 15 giugno 1524 fu promosso arcivescovo di Ravenna. Ma dopo appena un paio di mesi cedette anche questa, anche se solo nominalmente, al nipote Benedetto, tenendo per sé le rendite della mensa arcivescovile e «non prima di aver dato il vandalico ordine di spogliare quella metropolitana degli intagli lavorati in argento ch'erano rimasti nei capitelli e alla cupola di quel grandioso tempio dopo il sacco dato a Ravenna dagli eserciti oltramontani (aprile del 1512)».
Ottenne altresì i benefici delle diocesi di Osma, di Salamanca, di Ivrea, di Quimper, di Cremona, di Barcellona, di Brescia, di Lugo, di Orense e di Milano e dal 19 marzo 1513 godette di una pensione annua di 2.000 ducati.
Il cardinale, nonostante i diversi incarichi ottenuti, non visitò mai le sue diocesi e rimase sempre a Roma. D'altra parte «i pontefici e l'Italia tutta pendevano da' suoi pareri; alle deliberazioni di stato interveniva in modo che insieme vi presiedeva; il peso della repubblica si sostentava sulle sue spalle».
Il 16 dicembre 1523 da cardinale prete divenne cardinale vescovo di Albano, il 18 maggio 1524 cardinale vescovo di Palestrina e il 15 giugno 1524 cardinale vescovo di Sabina. E ancora a più riprese cardinale vicario di Roma, segretario di stato, e legato apostolico.
Ebbe un figlio illegittimo, Benedetto, che nel 1564 ordì una congiura contro Pio IV.
Fu essa cospirazione tramata da Benedetto Accolti, figlio del fu cardinale Accolti, ed in essa concorsero il conte Antonio Canossa, Taddeo Manfredi, il cavalier Pelliccioni, Prospero Pittorio ed altri, tutti gente di mala vita e gente fanatica, come dai fatti apparve. Fu creduto che l'Accolti coll'essere stato a Genevra, avesse ivi bevuto non solamente il veleno dell empie opinioni, ma eziandio le fantastiche immaginazioni ch'egli ebbe forza d'imprimere nei complici suoi. Cioè, diceva egli che ucciso il presente papa, ne avea da venire un altro divino, santo ed angelico, il qual sarebbe monarca di tutto il mondo. E buon per costoro, perché bel premio aveano da riportare di sì orrido fatto. Al conte Antonio dovea toccare il dominio di Pavia; quel di Cremona al Manfredi; al Pelliccioni quello della città dell'Aquila; e così altre signorie agli altri. Per conoscere meglio l'illusione e leggerezza delle lor teste, basterà sapere che si prepararono al misfatto colla confession dei loro peccati, tacendo nulladimeno l'empio sacrilegio ed omicidio che disegnavano di commettere. Fissato il giorno, si presentò una mattina a' piedi del pontefice l'Accolti col pugnale preparato all'impresa; ma sorpreso da timore, nulla ne fece. Nata perciò lite fra i congiurati, il Pelliccioni, per salvar la vita andò a rivelare il già fatto concerto. Tutti furono presi; e per quanto coi tormenti e colle lusinghe si procurasse di trar loro di bocca, chi gli avesse sedotti ed incitati a sì esecranda azione, nulla si poté ricavarne, sennonché l'Accolti sosteneva d'aver di ciò parlato cogli angeli, i quali certamente non doveano essere di quei del paradiso. Furono costoro pubblicamente tormentati per la città, e poi tolti dal mondo. L'Accolti sempre ridendo fra i tormenti assai dimostrò che si trattava di gente che avea leso il cervello, e forse meritava più la carità di esser tenuta incatenata in uno spedale, che il rigore di un capestro.
Fu anche l'autore della celebre bolla Exsurge Domine del 15 giugno 1520 che condannava come eretiche le idee di Martin Lutero.
«Fu esaminata la forma dettata dall'Accolti in una congregazione avanti al pontefice: e avvengaché non si discordasse nella sustanza, alcuni cardinali accennarono varie obiezioni intorno alle parole; finché toccò di ragionare al cardinal Lorenzo Pucci allora datario, il quale però avvisando che ciò s'appartenesse al suo carico, ne avea divisata un'altra idea, e sentiva con rammarico di vederla posposta: si che notò assai cose in quella del cardinal d'Ancona, più con acerbità di emulo, che con zelo di consigliere; né il cardinal d Ancona mancò d'esser buon difenditore a se stesso. Onde sumministrandosi perpetuamente a ciascun di loro nuova e agra materia dall ingegno e dalla competenza, né bastando ad abbreviare, o a mitigar la contesa il pontefice colla maestà dell'aspetto, la terminò con l'autorità della voce. Indi iteratesi più volte le private collazioni d'uomini scienziati, e riformatosi il modello del cardinal Accolti in alcune parti, fu esposto ad una nuova congregazione avanti al pontefice, ed ebbevi approvamento concorde».
È sepolto nella Basilica di Santa Maria del Popolo a Roma.